# صمد وورغون (آذربایجان)
صمد وورغون (به لاتین: Səməd Vurğun) یک منطقه مسکونی در جمهوری آذربایجان است که در شهرستان شمکور واقع شده‌است. این روستا ۱۴۳۳ نفر جمعیت دارد و پس از دوران اتحاد جماهیر شوروی به این نام تغییر یافت.